# Siedmiogórze
Siedmiogórze (niem. Siebengebirge) – zalesione pasmo górskie pochodzenia wulkanicznego położone w Niemczech na południowy wschód od miasta Bonn nad przełomową doliną Renu. Obszar jest chroniony w ramach rezerwatu przyrody i parku krajobrazowego. Jeden z symboli niemieckiego romantyzmu i historii ochrony przyrody.

## Geografia i geologia
Siedmiogórze stanowi zachodni skraj gór Westerwald, będących częścią Reńskich Gór Łupkowych i bardziej ogólnie Średniogórza Niemieckiego. Wchodzi też w skład Przełomu Środkowego Renu jako jego najbardziej na północ wysunięta, prawobrzeżna część. Masyw od południa zaczyna się na dolinie Schmelztal potoku Ohbach koło Bad Honnef i ciągnie wzdłuż rzeki Ren aż do granic miasta Bonn. Czasami do pasma dolicza się część Niskiego Westerwaldu (Niederwesterwald, lub Montabaurer Westerwald) wchodzącą w skład landu Nadrenii Północnej-Westfalii i rezerwatu przyrody Siedmiogórza. Najważniejszymi miejscowościami położonymi przy Siedmiogórzu są Bad Honnef i Königswinter.
Nazwę gór wywodzi się często od siedmiu charakterystycznych gór: Ölberg, Löwenburg, Lohrberg, Nonnenstromberg, Petersberg, Wolkenburg i najsłynniejszy Drachenfels. W rzeczywistości w paśmie znajduje się ponad 40 wyróżniających się szczytów, a nazwa ma związek z symboliczną wartością liczby siedem, wyrażającej „pełnię”, czy „wielość”.
Pasmo górskie zostało wypiętrzone w czasie orogenezy kaledońskiej przed około 320 milionami lat z płytkiego morza, następnie zostało zrównane w wyniku działania procesów erozyjnych. W oligocenie przed około 25 milionami lat obszar Siedmiogórza przechodził okres aktywnej działalności wulkanicznej; wówczas powstała jego współczesna struktura geologiczna na której skład oprócz starych skał wapiennych i łupkowych z dewonu nałożyły się tufy i skały magmowe: bazalt, trachit i latyt.
Lasy stanowią 80% obszaru Siedmiogórza i stanowią element dominujący krajobrazu. Szczyty górskie mogą osiągnąć wysokość względną 300 m. Najwyższy szczyt – Groβer Ölberg – ma 461 m n.p.m., podczas gdy Ren płynie na wysokości około 50 m n.p.m. Krajobraz urozmaicają liczne doliny potoków, dawne kamieniołomy, sady, ogrody, skałki, winnice.
Na przyrodę Siedmiogórza składa się około 800 gatunków roślin, z czego 50 znajduje się na „czerwonej księdze zagrożonych roślin w Nadrenii Północnej-Westfalii”, w tym liczne storczykowate. Fauna pasma górskiego nie wyróżnia się, choć dzięki ochronie znalazło tu schronienie wiele gatunków ptaków, jak głuszek, dzięcioł czarny. Łącznie w Siedmiogórzu żyje 80 gatunków zwierząt i roślin objętych ochroną na terenie Niemiec.

## Historia

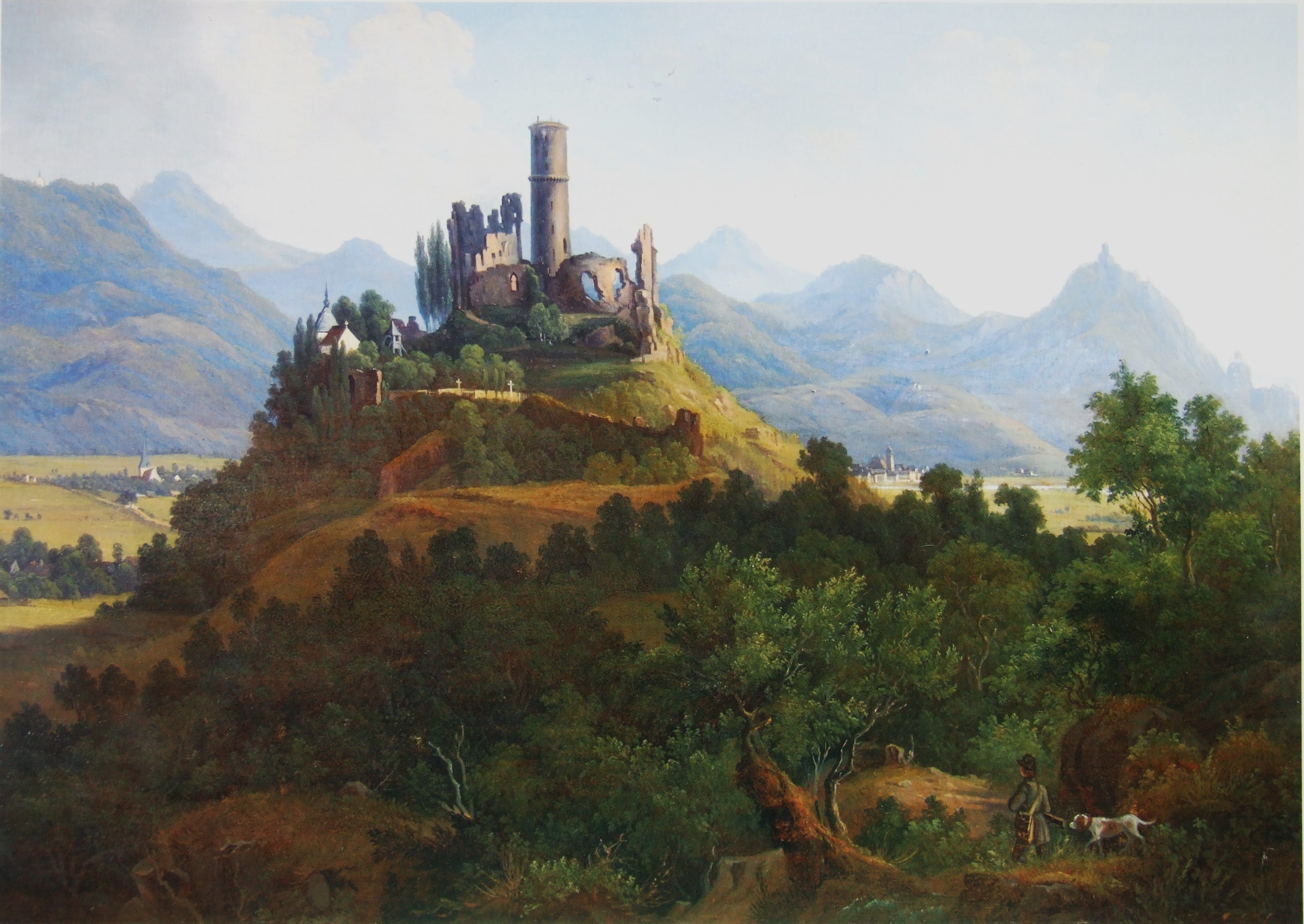
Karl Bodmer „Widok na Godesburg i Siedmiogórze”

Najstarsze ślady działalności człowieka na opisywanym obszarze pochodzą sprzed 14 tysięcy lat od ludności kromaniońskiej. W IV wieku przed Chr. przybyli do Siedmiogórza Celtowie, których później podbili Rzymianie. Od IV wieku po Chr. góry znajdowały się w granicach Rzeszy Frankońskiej. Trachit z kamieniołomów w Siedmiogórzu używano do budowy katedr w Kolonii, Limburgu i Xanten. W czasach nowożytnych obszar stanowił część księstwa Bergu, przyłączonego w 1815 r. do pruskiej prowincji Nadrenia.
W 1836 r. pod wpływem romantyków zaniepokojonych wznowieniem wydobycia kamienia rząd Prus wykupił za 10 tysięcy talarów górę Drachenfels ze znajdującymi się na jej szczycie ruinami zamku i zapewnił jej prawną ochronę. Stąd często Siedmiogórze uznaje się za najstarszy obszar chroniony w Niemczech. W 1869 r. powstało Towarzystwo Upiększania Siedmiogórza (Verschönerungsverein Siebengebirge, VVS), które zaangażowało się aktywnie w ochronę przyrody (ze względów estetycznych) pasma górskiego. W następnych latach dzięki wsparciu cesarzy niemieckich i organizowanym loteriom było ono w stanie przejąć sporą część lasów regionu. Po ujednoliceniu i unowocześnieniu prawa ochrony przyrody w Republice Weimarskiej powołano drugi w kraju rezerwat przyrody w 1922 r. (po Dolinie Neandertal, a wraz z Pustacią Lüneburską). W 1958 r. Siedmiogórzu nadano status parku krajobrazowego (jako pierwszemu w Nadrenii Północnej-Westfalii). W 2007 r. granice parku powiększono do 112 km², rozdzielając jego granice od granic rezerwatu przyrody obejmującego 48 km². W jego granicach znajduje się obecnie 5,24 km² lasu zarządzanego przez VVS. W latach 2007–2009 podjęto nieudaną próbę powołania parku narodowego.
Z pasmem górskim związane są podania i legendy, w tym „Pieśń Nibelungów”, który miał duży wpływ na niemieckich romantyków i wpłynął na kształtowanie się współczesnej tożsamości etnicznej narodu niemieckiego.

## Turystyka

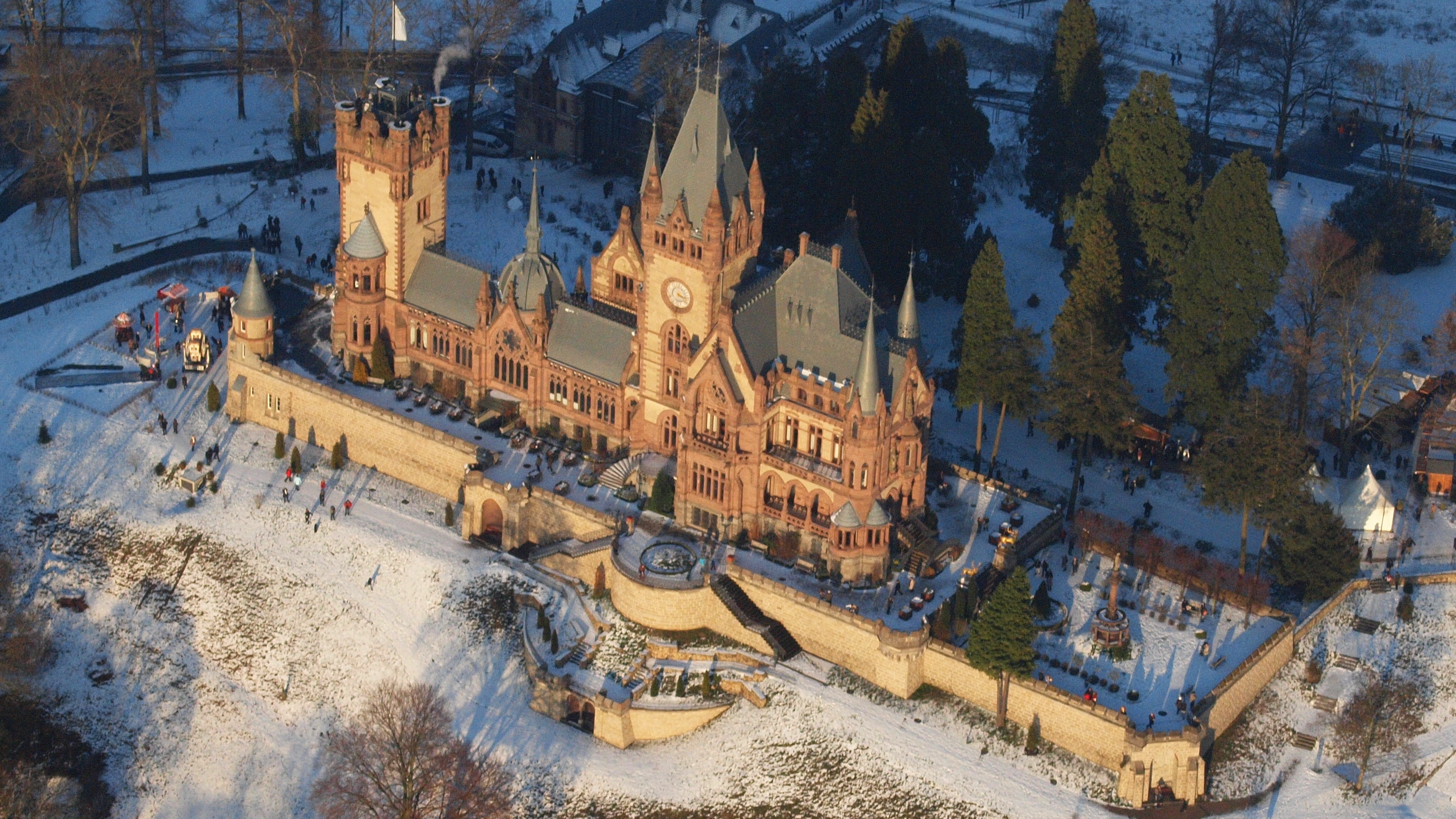
Pałac Drachenburg

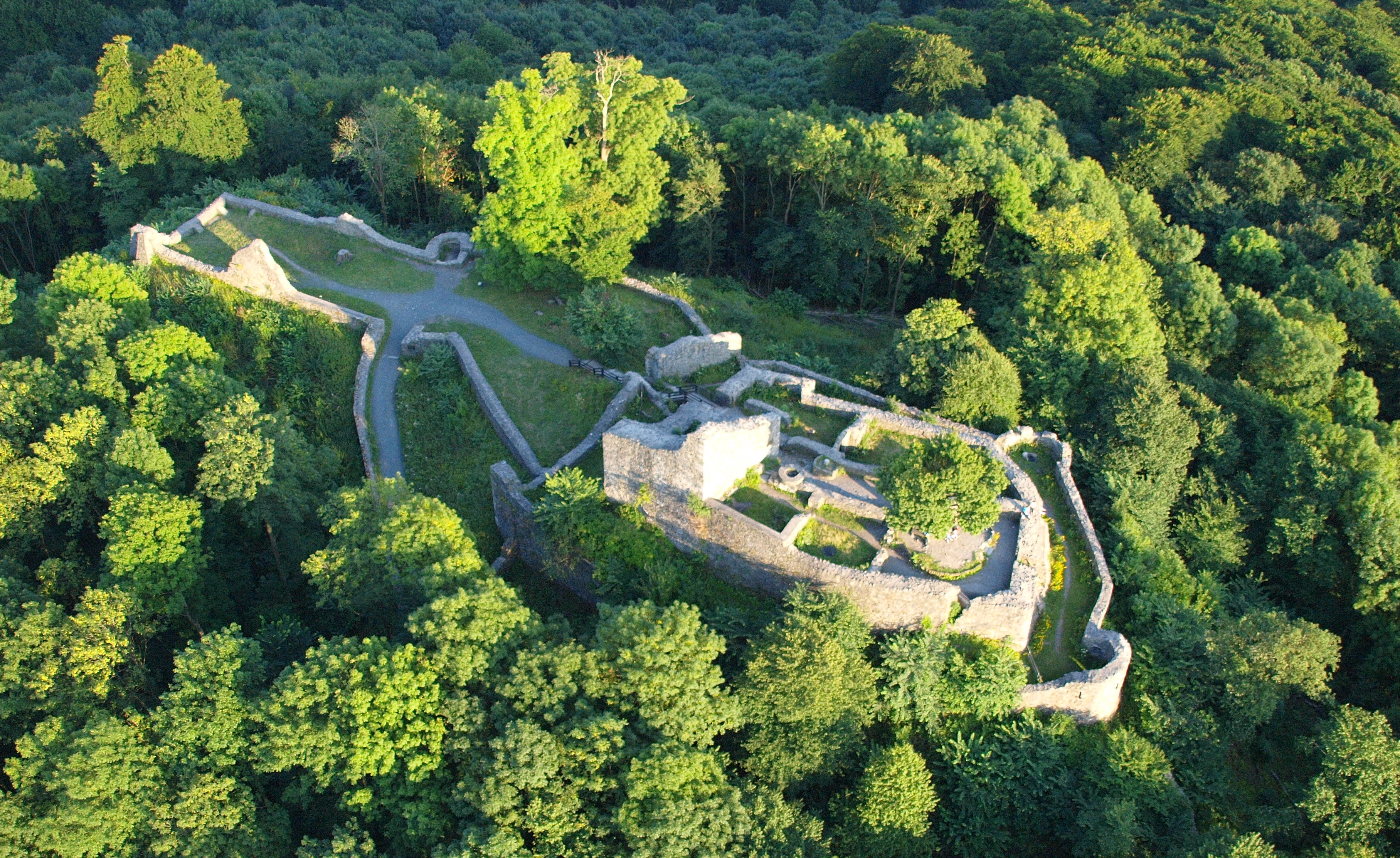
Ruiny zamku Löwenburg

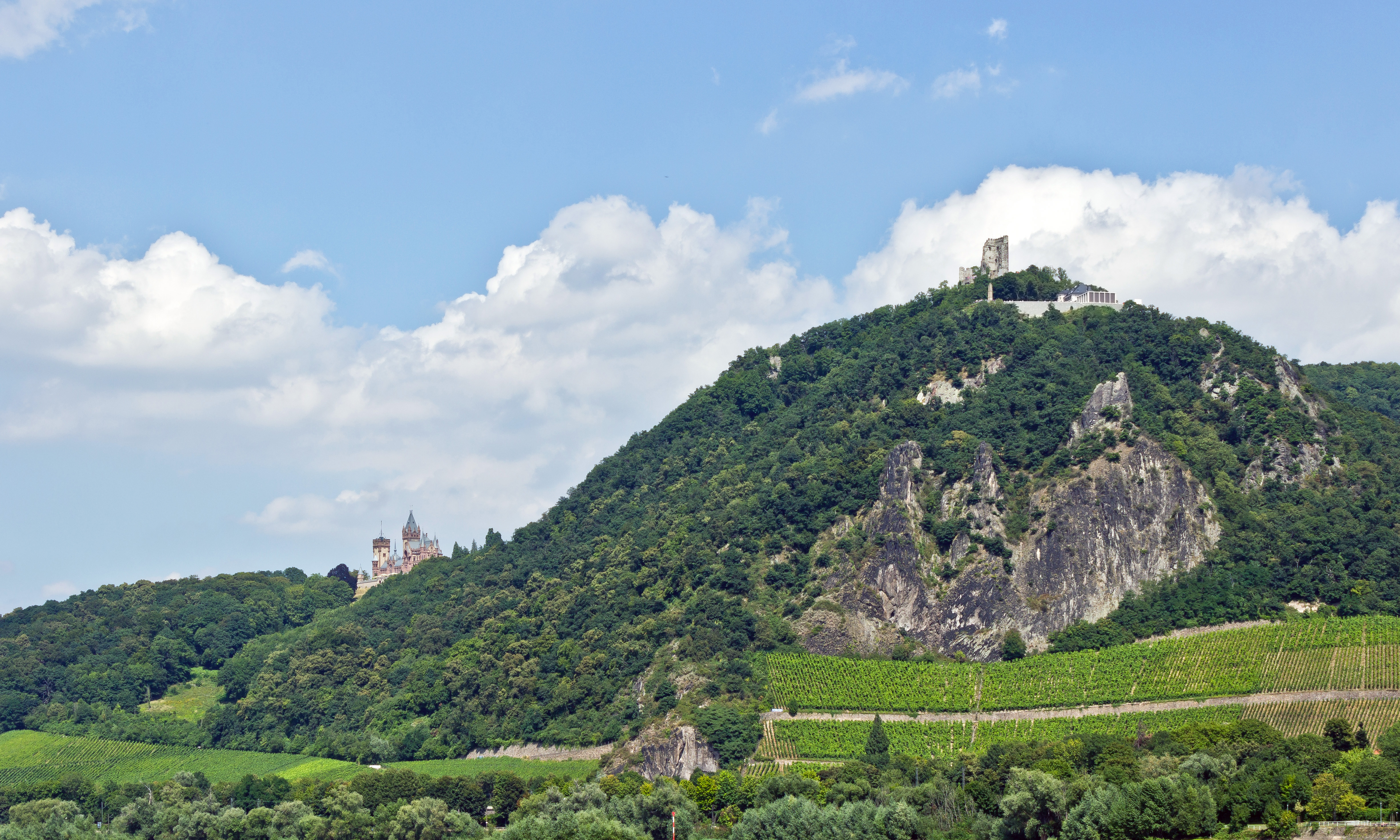
Drachenfels

Siedmiogórze jest popularnym celem turystycznym. W jego granicach wytyczono 200 km szlaków turystycznych, w tym część trasy długodystansowego szlaku reńskiego (Rheinsteig). Dla turystów przygotowano też 17 parkingów i 28 miejsc odpoczynku oraz liczne ławki. Z wielu szczytów rozciągają się malownicze widoki na Przełom Renu.
Najważniejsze atrakcje turystyczne:
- Drachenfels (321 m n.p.m.) – najsłynniejsza góra obszaru i najdłużej chroniony obszar naturalny Niemiec. Na jej szczycie znajdują się ruiny zamku z 1138 r. Na szczyt wjeżdża Drachenfelsbahn – najstarsza kolej zębata w Niemczech wybudowana w latach 1881–1882.
- Zamek Drachenburg – wybudowany przez barona Stefana von Sarter w latach 1881–1884 jest jednym z najsłynniejszych przykładów neogotyku niemieckiego.
- Petersberg (331 m n.p.m.) – na tej górze pierwsze znane konstrukcje wznieśli Celtowie. W XII wieku zbudowano zamek, przebudowany w tym samym stuleciu na klasztor. Na jego miejscu w 1914 r. biznesmen z Kolonii Ferdynand Mühlens zbudował hotel, który od 1952 r. był siedzibą Wysokiego Komisarza Aliantów, a następnie oficjalnym hotelem Republiki Federalnej Niemiec. Pozostał nim także po zjednoczeniu kraju, jednak nie jest już niedostępny dla zwykłych klientów.
- Ölberg (461 m n.p.m.) – najwyższy szczyt Siedmiogórza. Górę przejęło w 1873 r. VVS i umieściło na jej zboczu swoją siedzibę.
- Löwenburg (455 m n.p.m.) – drugi najwyższy szczyt Siedmiogórza z ruinami zamku z 1200 r.
- Kloster Heisterbach – klasztor znajdujący się w północnej części pasma górskiego, założony przez cysterki w 1188 r., sekularyzowany w 1803 r. W 1919 r. teren zakupiły siostry cellitynki. Na terenie klasztoru zachowały się ruiny dawnego kościoła opackiego oraz liczne nowsze budynki
- Hala Nibelungów – powstała w 1913 r. w Königswinter z okazji setnej rocznicy urodzin Richarda Wagnera i mieści nieduże zoo dla gadów
- Siebengebirgsmuseum w Königswinter mieszczące się w barokowym budynku z 1732 r.
- Muzeum ochrony przyrody w Königswinter
- Brückenhofmuseum w Oberdollendorfie
- Dom Śląski w Königswinter – mieszcząca się w budynku dawnego klasztoru instytucja i muzeum poświęcone dawnej kulturze Śląska